# Anolis armouri
Espèce
Synonymes
- Audantia armouri Cochran, 1934

Statut de conservation UICN

 NT  : Quasi menacé
Anolis armouri est une espèce de sauriens de la famille des Dactyloidae. 

## Répartition
Cette espèce est endémique d'Hispaniola. Elle se rencontre dans le Sud d'Haïti et dans le sud-ouest de la République dominicaine.

## Étymologie
Cette espèce est nommée en l'honneur du financier Allison Vincent Armour.

## Publication originale
- Cochran, 1934 : Herpetological collections made in Hispaniola by the Utowana Expedition, 1934. Occasional Papers of the Boston Society of Natural History, vol. 8, p. 163-188 (texte intégral).